# Ochraethes litura
Ochraethes litura är en skalbaggsart som beskrevs av Bates 1885. Ochraethes litura ingår i släktet Ochraethes och familjen långhorningar.
Artens utbredningsområde är Guatemala. Inga underarter finns listade i Catalogue of Life.